# 면천중학교
면천중학교(沔川中學校)는 대한민국 충청남도 당진시 면천면 성상리에 있는 공립 중학교이다.

## 학교 연혁
- 1929년 5월 27일 : 면천공립농업보습학교 개교
- 1946년 9월 16일 : 면천공립중학교로 개교
- 1951년 9월 1일 : 면천중학교로 개칭
- 1958년 11월 29일 : 현교사 위치로 이전
- 2023년 12월 22일 : 제77회 졸업(통산91회, 9,944명 졸업)
- 2024년 3월 1일 : 제36대 황종태 교장 부임

## 참고 자료
- 면천중학교 - 한국교육학술정보원 학교알리미